# Rower turystyczny
Rower turystyczny to określenie funkcjonujące w latach siedemdziesiątych do lat dziewięćdziesiątych XX wieku dotyczące kilku typów rowerów produkowanych w Polsce przez zakłady Romet. Mianem roweru turystycznego określano głównie następujące modele:
- Romet Orkan
- Romet Pasat
- Romet Meteor
- Romet Mistral
- Romet Wagant
- Romet Rekord

Dziś nazwa „rower turystyczny” niejednokrotnie jest przypisywana wykorzystywanym w turystyce rowerom trekingowym.
Podobieństwa z rowerem szosowym:
- Posiadał kierownicę prostą lub charakterystyczną zagiętą („baran”), jednak cieńszą i węższą, niż w rowerach sportowych,
- Klamki hamulcowe te same, jak w modelach szosowych,
- Rozmiar kół – 27 cali (630 mm), felga większa niż stosowane aktualnie 28 cali (622mm),
- Przeważnie posiadał dwie przerzutki,
- Ten sam typ geometrii ramy (dwa przyległe trójkąty).

Różnice:
- Znacznie dłuższa rama (większe wyprzedzenie widelca, tylne koło znacznie oddalone od pionowej rury ramy) wygięta w charakterystyczny sposób w okolicy korbowodu,
- Większa masa i mniejsza sztywność ramy (około 3,5 kg łącznie z widelcem),
- Cięższy osprzęt, głównie stalowy, sporadycznie stosowano elementy aluminiowe i z tworzywa sztucznego,
- Słaba jakość osprzętu – piasty (składające się z trzech części), występowanie korbowodów klinowych (podczas gdy w rowerach sportowych rozpowszechnione już były nowsze rozwiązania), wtłaczane miski suportu (zamiast wkręcanych),
- Zawsze w ramie występowały mocowania na błotniki,
- Standardowo wyposażony w bagażnik, błotniki, prądnicę, zestaw oświetleniowy, podpórkę, dzwonek
- Rama gorzej wykończona (zamiast rurkowych poprzeczek na hamulec – blaszki),
- Brak długiego mostka,
- Brak możliwości zamontowania typowych szosowych hamulców (piccolo), stalowe hamulce szczękowe.

Określenie „rower turystyczny” straciło swe pierwotne znaczenie wraz z rozpowszechnieniem rowerów trekingowych, a wcześniej jeszcze górskich.
Pomimo wykonania gorszego niż rowery szosowe, rower turystyczny cieszył się w swoim czasie uznaniem, gdyż oznaczał lepszą jakość w stosunku do popularnych, stosowanych w życiu codziennych rowerów (Wigry 3 itp.).
Odpowiednikiem roweru turystycznego na świecie jest tzw. „touring bike”. Jest to lepiej wykonana wersja roweru turystycznego. Zazwyczaj posiada ramę ze stali CrMo (chromowo-molibdenowej) zamiast stali o podwyższonej wytrzymałości (niskowęglowej „HiTen”) oraz lepszy osprzęt. Producenci rowerów szosowych oraz miejskich utrzymują w swojej ofercie takie modele, np:
- Trek 520
- Kona Sutra
- Cannondale Tour
- Novara Randonee
- Raleigh Sojourn

Ze względu na stosunkowo małą popularność takich modeli ich ceny są sporo wyższe, niż typowych rowerów trekingowych lub crossowych zbudowanych na ramie aluminiowej.
Topowe rowery turystyczne (touring) mogą osiągać bardzo wysokie ceny ze względu na technologię wykonania oraz osprzęt. Przykładem mogą być rowery brytyjskiej firmy Enigma zbudowane często na ramie tytanowej (np. model Etape) oraz osprzęcie szosowym firm Campagnolo, Shimano lub Sram.